# Euvrilletta arizonica
Euvrilletta arizonica es una especie de escarabajo de la familia Ptinidae. Se distribuyen por Norteamérica.